# Парк Горка
Парк Горка — парк в центре Москвы, расположен в 117-м квартале Басманного района ЦАО между Большим Спасоглинищевским переулком, Маросейкой, Петроверигским переулком и улицей Забелина на месте бывшей стихийной парковки. Парк примечателен тем, что идея его постройки и реализация полностью исходили от местных жителей.

## История участка
В XX веке на территории, которую сейчас занимает парк, располагалась средняя школа. Во время Великой Отечественной войны здание школы использовалось как госпиталь. После войны было решено не возвращать строение учебному учреждению, а организовать в нём поликлинику на нижних этажах, а верхние оставить больнице. В 1955 году в честь 10-летия Победы дети-блокадники, проходившие в этой поликлинике реабилитацию, посадили вокруг неё ясени и липы в память о своих родителях. Так появился больничный парк, где могли гулять пациенты.
В начале 1990-х поликлиника была закрыта, через некоторое время её здание снесли, а липовые и ясеневые аллеи почти полностью вырубили. Было несколько вариантов использования освободившейся территории. Изначально там планировалось построить еврейский центр, так как напротив парка располагается Московская хоральная синагога. После — создать на этом месте Дом ветеранов, но и от этой идеи также отказались. Последней идеей использования площадки, которая исходила от московских властей, была постройка гостиницы, это вызвало сильное возражение местных жителей — они хотели видеть на этом месте парк. В результате отложенного решения на пустынной местности образовалась стихийная парковка, которая с 2009 по 2014 год была платной.
В 2013 году на сторону местных жителей, выступающих за парк, стали муниципальные депутаты, и было принято решение о его создании. По воспоминаниям главы инициативной группы Ольги Александровой, большую роль в появлении парка сыграл бывший префект Центрального административного округа Виктор Фуер:
Он приехал, всю территорию обошел, посмотрел, и сказал — какие у вас идеи? Можете как-то визуализировать? Мы в тот же вечер в моей квартире на бумажке формата А3 нарисовали то, что вы сейчас видите.

## Обустройство

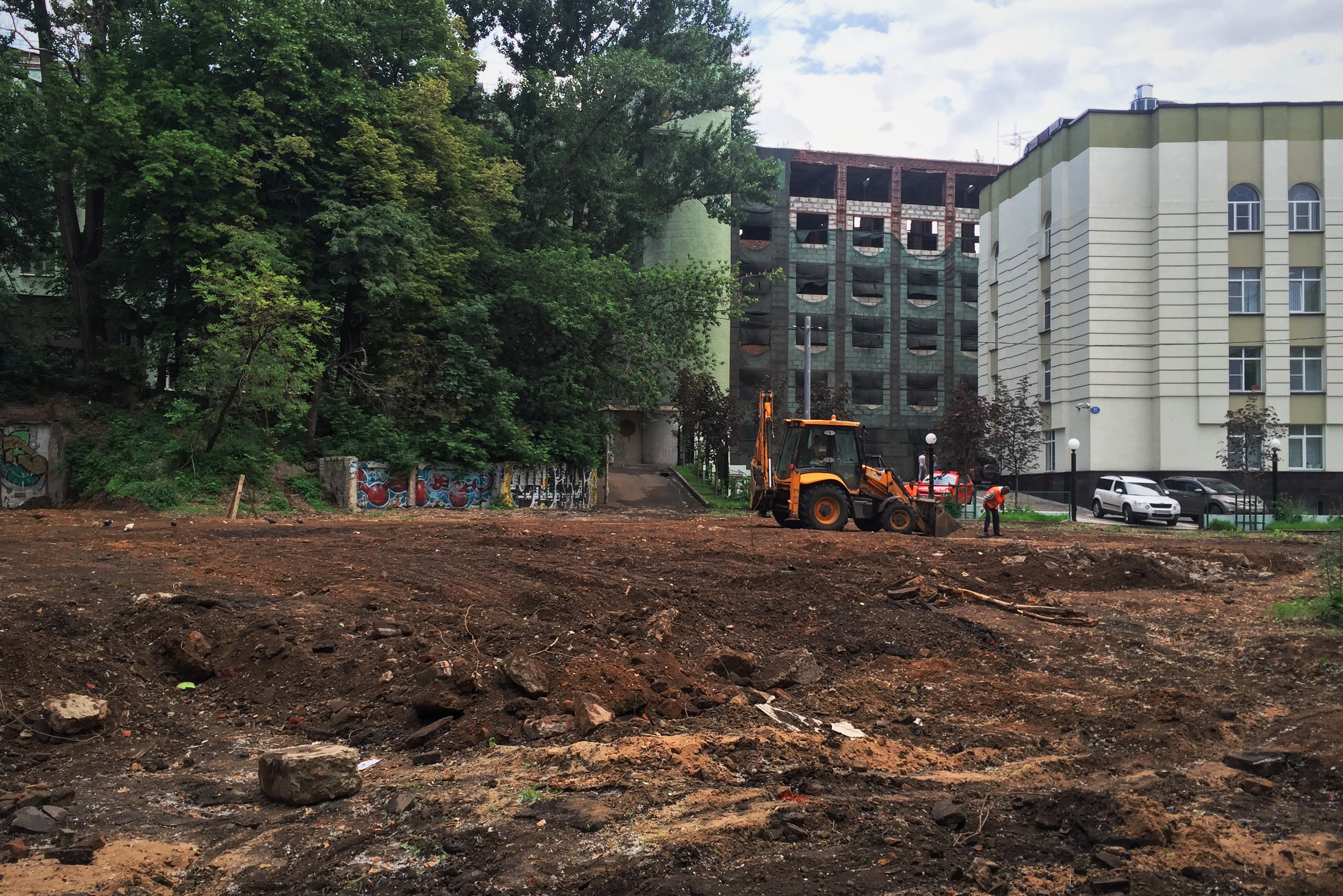
Строительство парка

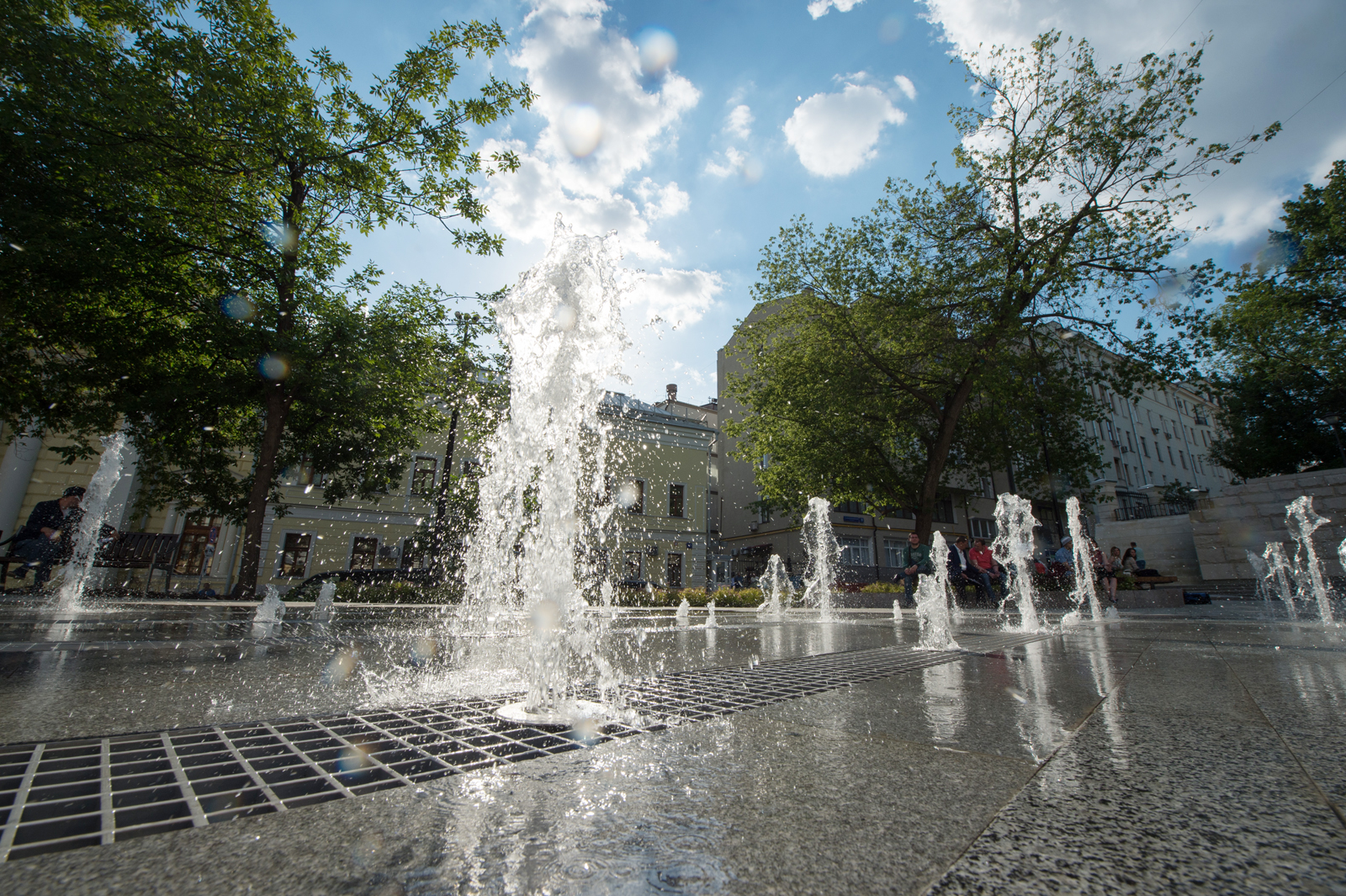
Фонтан в парке, 2017

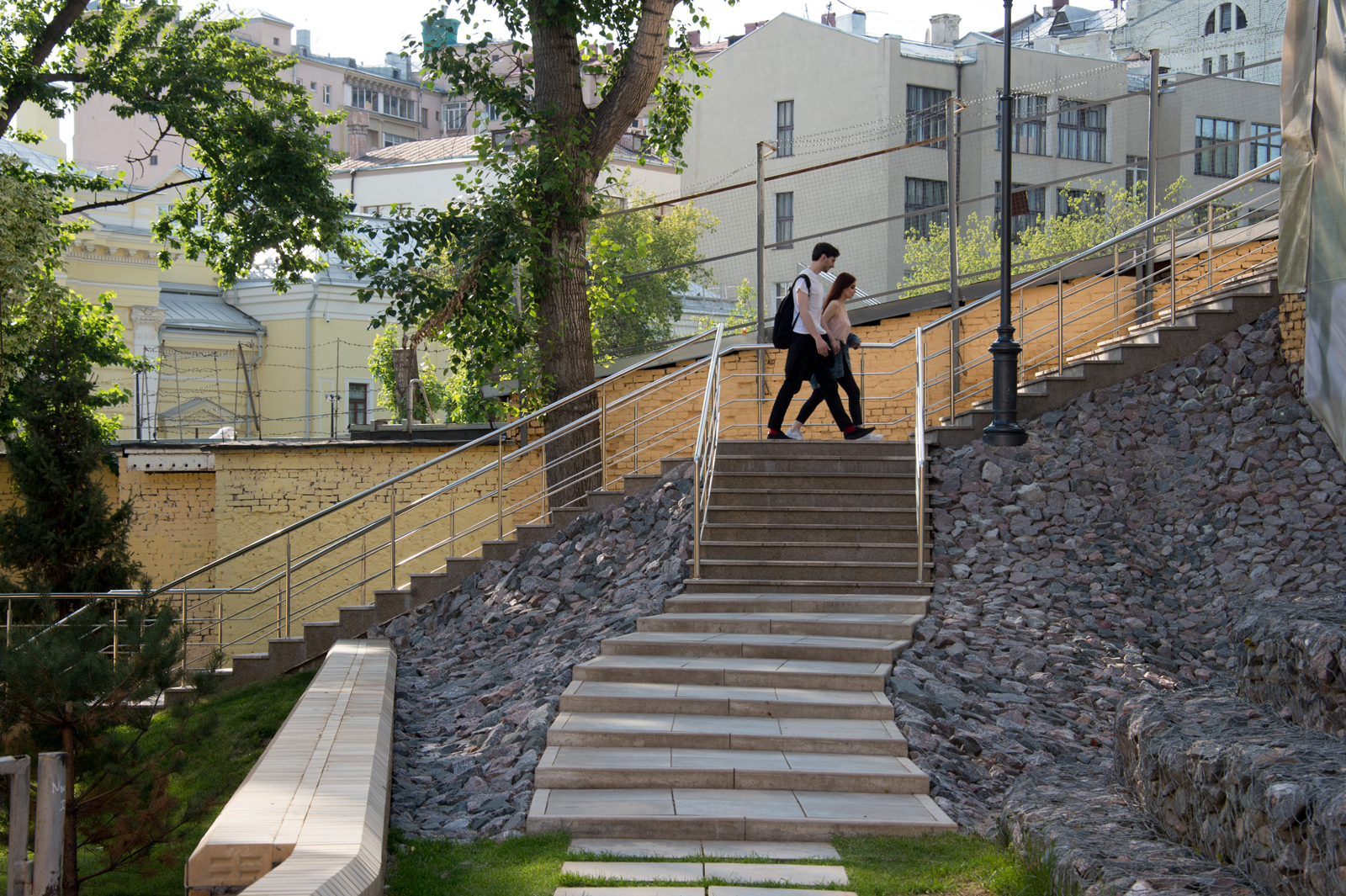
Тропинки и лестницы, 2017

16 августа 2016 года началось устройство по предложенному инициативной группой плану. Всю территорию будущего парка поделили на три уровня и семь зон. Все работы велись под наблюдением и контролем префекта и местных жителей. На месте парковки проложили пешеходные дорожки, посадили 157 взрослых деревьев, около 2 тысяч кустарников, более 26 тысяч многолетних растений и цветники с можжевельником, вербеной и барбарисами. Всего было разбито 8 300 квадратных метров цветников и газонов. Высадили сербские ели, главное достоинство которых — хорошее очищение воздуха. А также частично была восстановлена липовая аллея, посаженная ещё в 1955 году.
В парке построили 36-струйный фонтан, ротонду, розарий, детские и спортивные площадки. Со стороны улицы Маросейки в самой высокой зоне оборудовали смотровую площадку, а со стороны общежития МГЛУ — горку для катания на санках. Обновили построенный в 1960-х годах и реконструированный к Олимпиаде-80 спортивный стадион.
Парк сделали открытым, все существовавшие тупики были убраны, а на месте протоптанных людьми тропинок проложили четыре сквозных прохода: между улицей Забелина, Большим Спасоглинищевским и Петроверигским переулками, а также между соседними дворами. Все дорожки замостили бетонной и гранитной плиткой. Из-за неровного рельефа местности пришлось построить 13 новых лестниц: самая маленькая состоит из четырёх ступеней, а самая большая — из 19. Установили у входа две навесные металлические лестницы с чугунными элементами. Были отремонтированы 20 подпорных стен, выходящие на улицу Забелина и в Старосадский переулок.

## Открытие парка

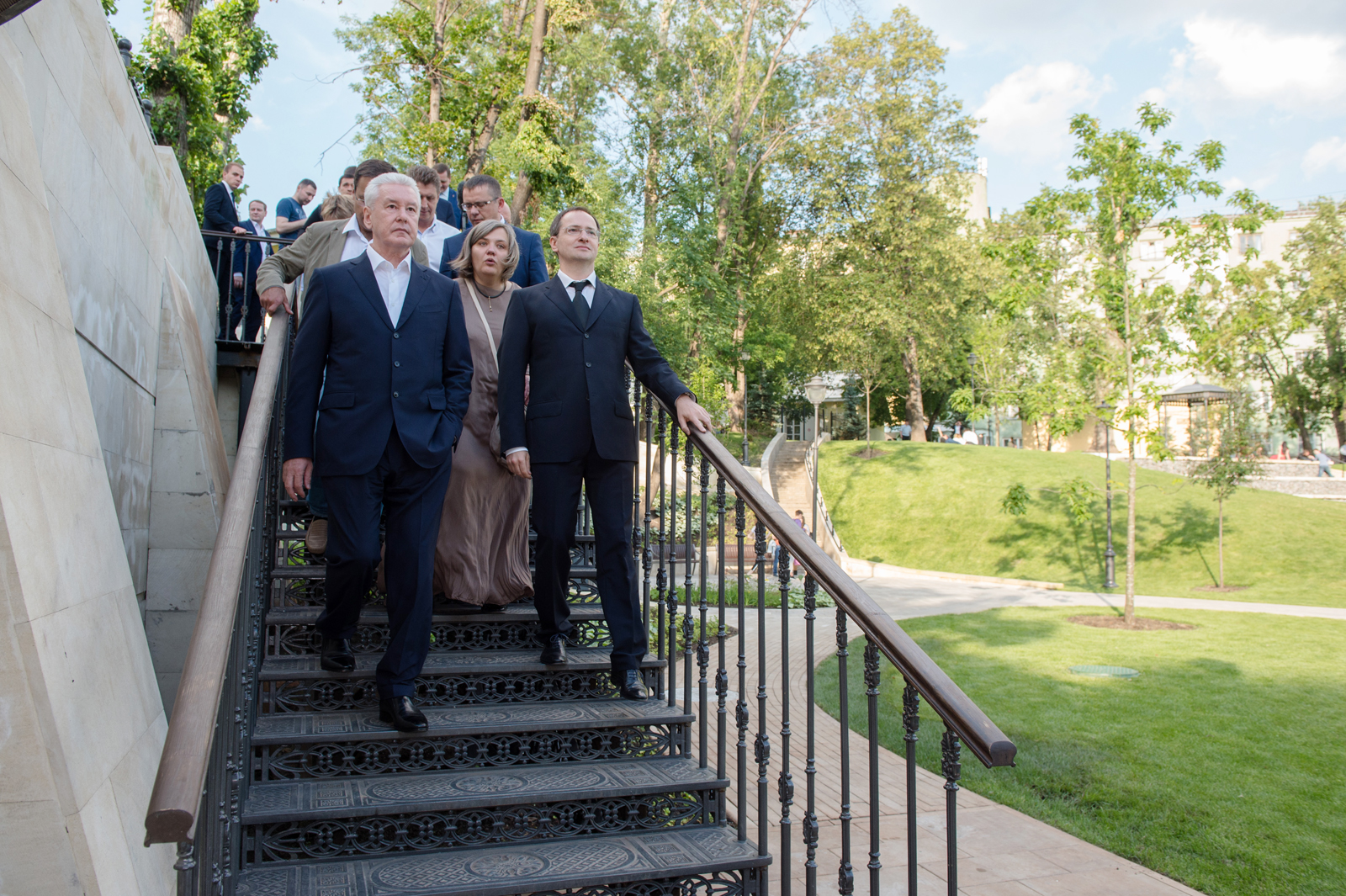
Собянин и Мединский на открытии парка, 2017

Работы по реновации и благоустройству местности продолжались до мая 2017 года. Торжественное открытие нового парка, пока безымянного, состоялось 11 июля 2017 года. На открытии присутствовали министр культуры Владимир Мединский и мэр Москвы Сергей Собянин.
Облагораживание территории обошлось московскому бюджету в 218 миллионов рублей.
Инициативная группа жильцов планирует возродить спортклуб, организовывать концерты у фонтана, а также выбрать названия для парка. Поскольку парк расположен в исторической местности Ивановская горка, то предлагается назвать парк Горка. Ольга Александрова отмечает:
Мы хотим, чтобы он назывался Горка, потому что в течение всего XX века наша улица носила такое народное название.

## Галерея

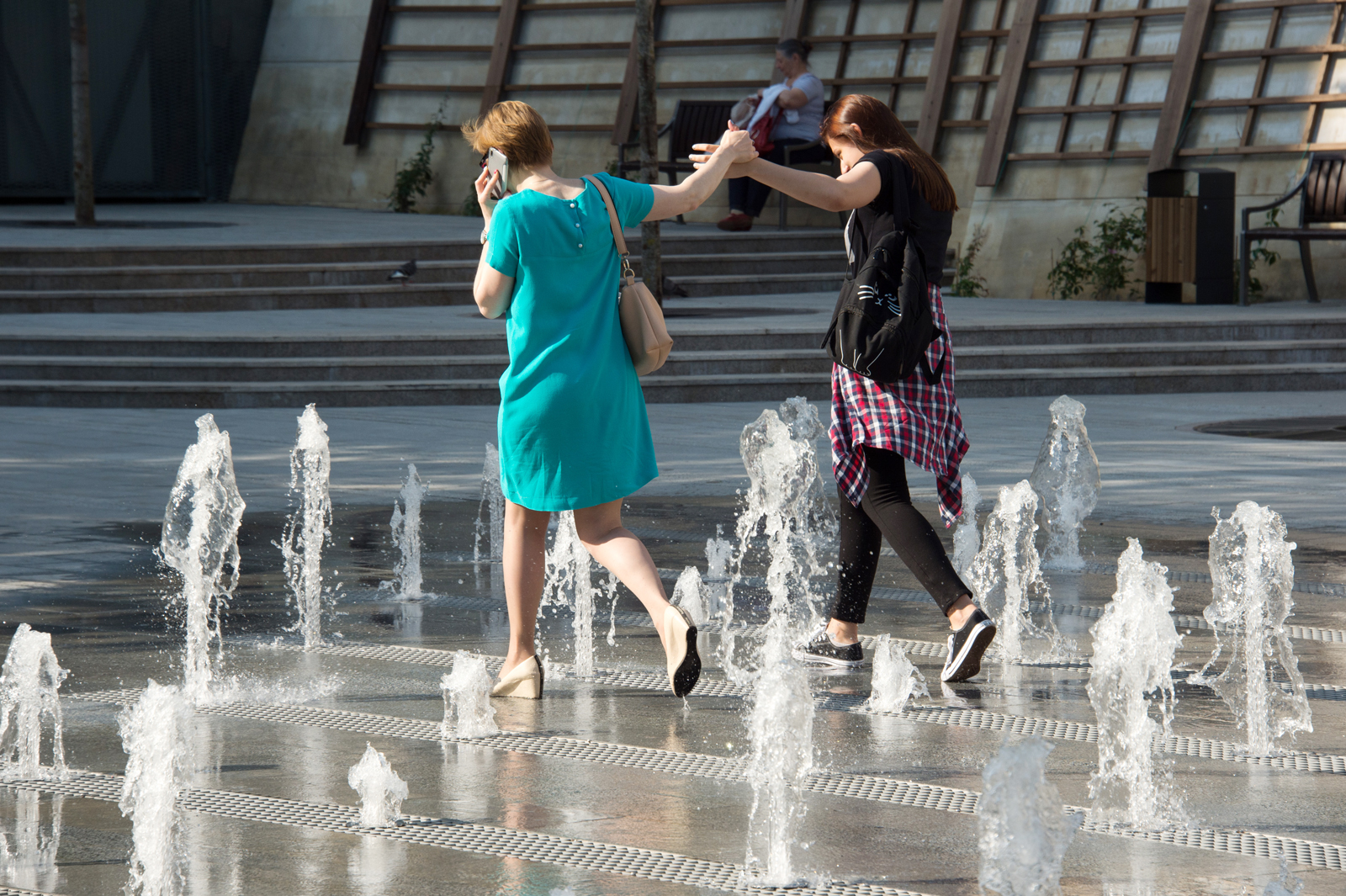
Фонтан, 2017
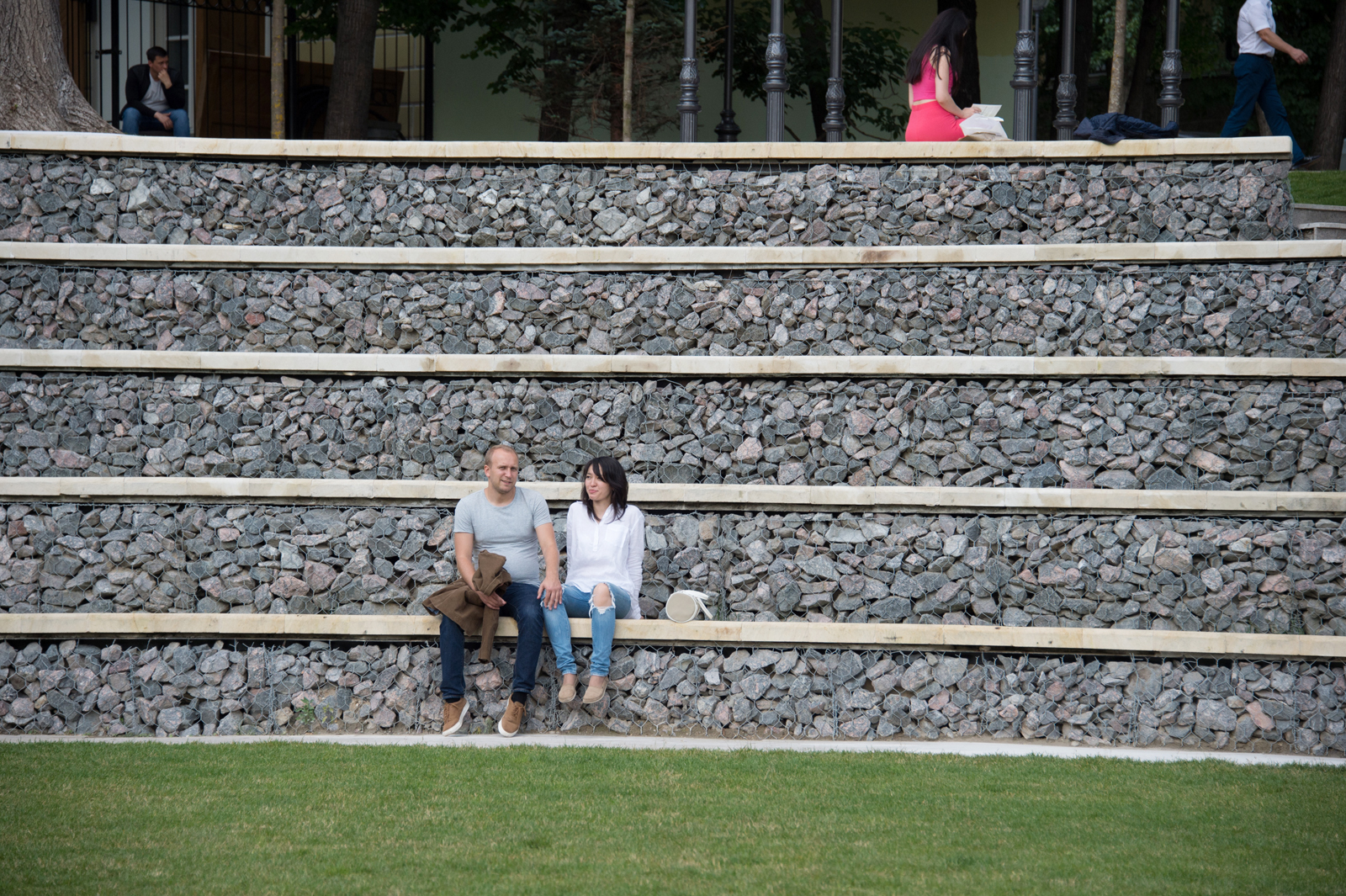
Инфраструктура парка, 2017
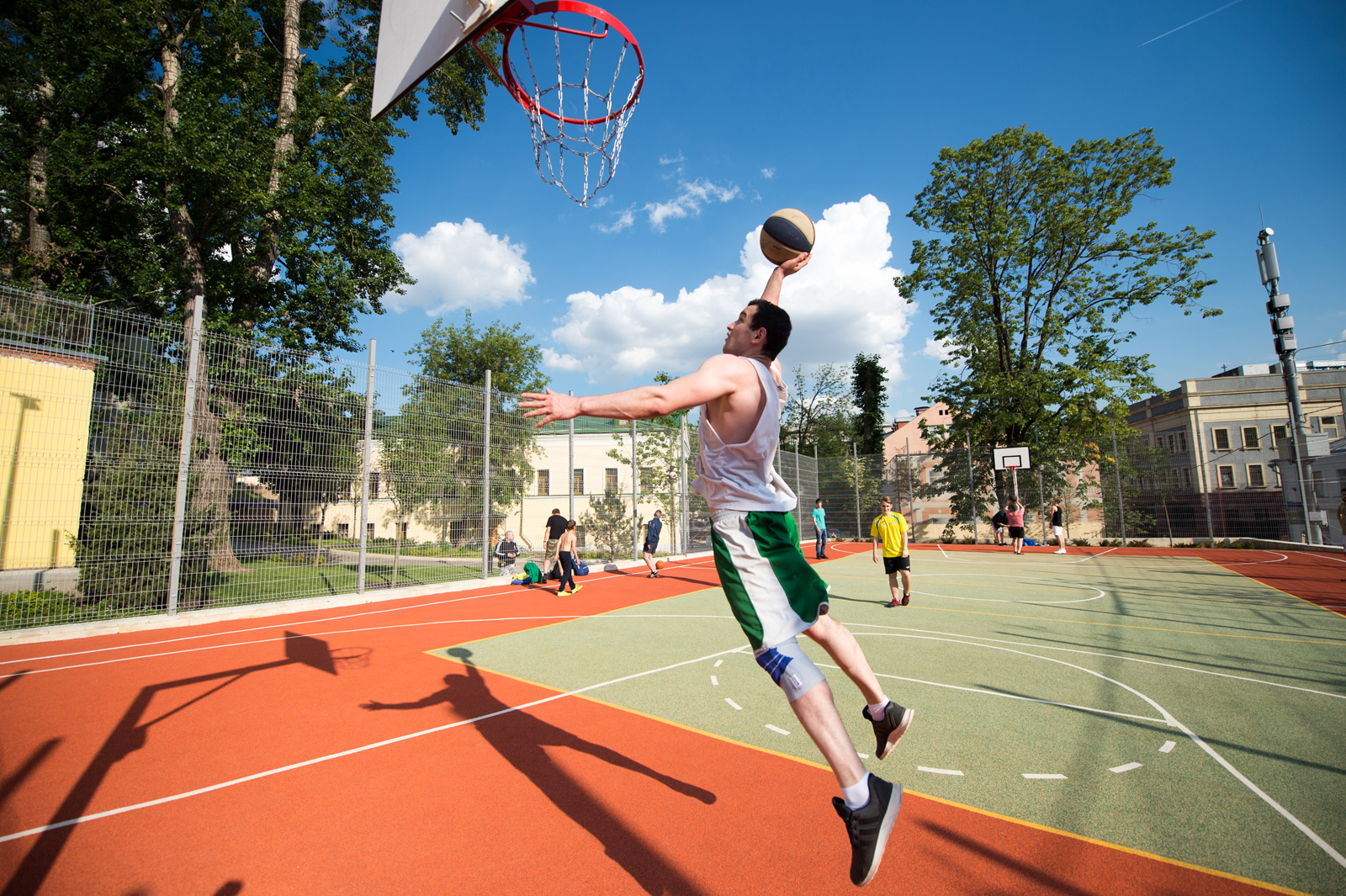
Спортивная площадка, 2017
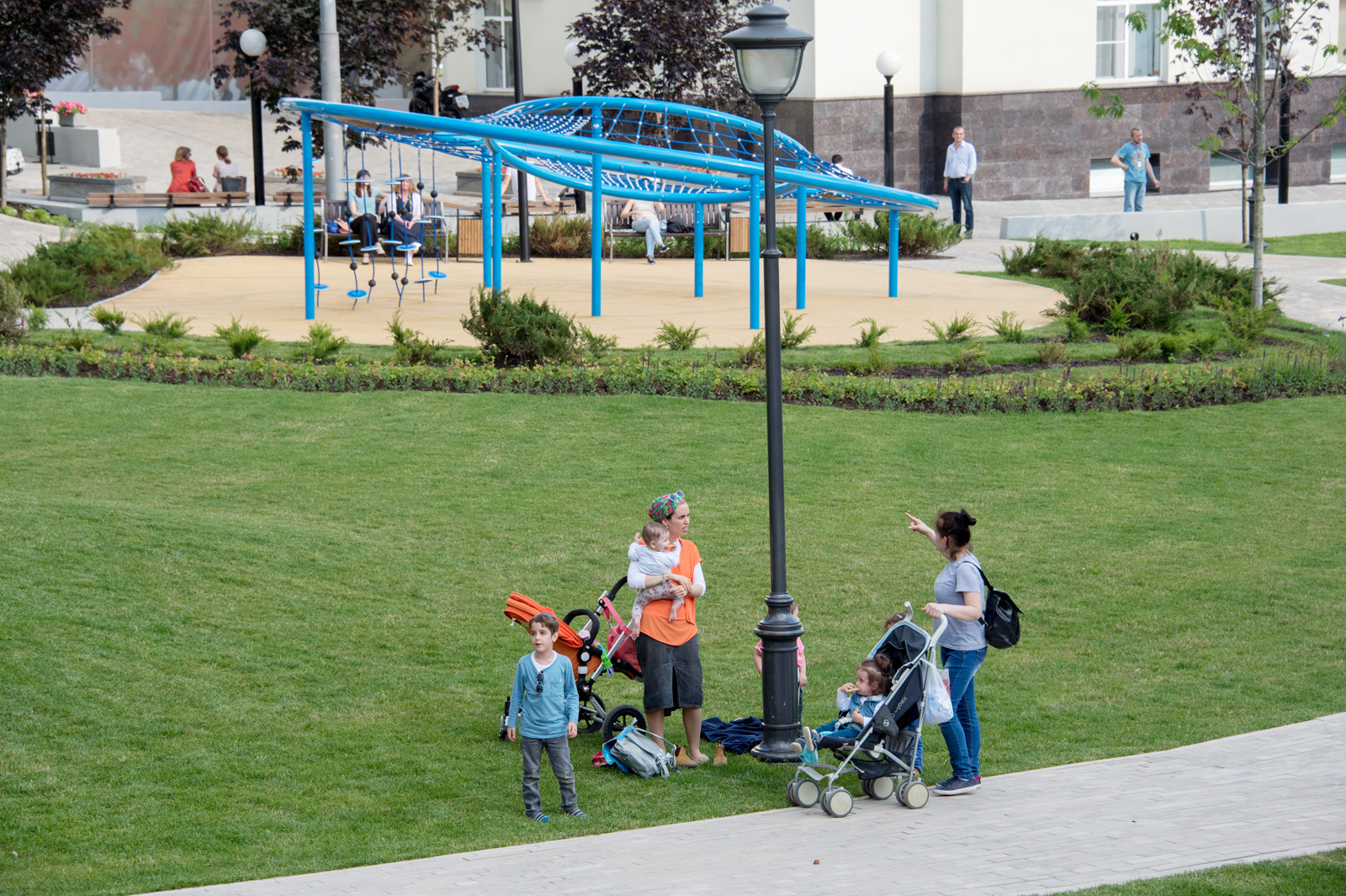
Детская площадка, 2017